# Ijebu North East
Ijebu North East è una delle venti aree a governo locale (local government areas) in cui è suddiviso lo stato di Ogun, nella Repubblica Federale della Nigeria.
Si estende su una superficie di 118 km² e conta una popolazione di 67.634 abitanti.